# 군수 (군사)
군수(軍需, 프랑스어: Military logistics)란  군수물자와 관련된 병참, 수송, 병기 수리 등의 업무를 총칭하는 용어이다. 군수는 군대의 이동, 보급, 유지를 계획하고 수행하는 학문이다. 가장 포괄적인 의미에서 다루는 것은 다음과 같은 측면 또는 군사작전이다.
- 군수품의 설계, 개발, 획득, 저장, 배포, 유지 관리, 대피 및 처리.
- 인원 수송.
- 시설의 취득 또는 건설, 유지, 운영 및 처분.
- 서비스 획득 또는 제공.
- 의료 및 보건 서비스 지원.

## 원칙
역사가 제임스 A. 휴스턴(James A. Huston)은 군사 병참의 16가지 원칙을 제안했다.
1. 동등성: 전략, 전술, 병참은 군사 예술과 과학에서 분리될 수 없고 상호 의존적인 측면이다.
2. 물질적 우선순위: 물자의 동원은 인원의 동원보다 선행되어야 하며, 병참부대의 제공은 전투부대의 제공보다 선행되어야 한다.
3. 전방 추진력: 보급 추진력은 후방에서 이루어져야 하며, 전투 부대 지휘관은 군수를 통제하면서 군수 세부 사항을 처리해야 하는 일이 없어야 한다.
4. 이동성: 군수는 작전을 지원하는 전투 및 군수 부대 모두의 신속한 이동을 촉진해야 한다.
5. 분산: 다양한 공급원과 통신 회선을 통해 적의 간섭과 교통 인프라의 혼잡을 줄일 수 있다.
6. 경제: 물류자원은 한정되어 있으므로 이를 최대한 활용할 수 있도록 배치해야 한다.
7. 타당성: 물류 능력은 외부 제약을 받는다.
8. 유연성: 전략 및 운영 계획과 우선순위가 바뀌고 이에 맞춰 물류 지원도 바뀌어야 한다.
9. 상대성: 물류는 시간과 공간에 상대적이다.
10. 연속성: 긴급 상황에 대처하기 위해 근본적인 변화가 필요해서는 안 된다.
11. 적시성 기회를 최대한 활용하려면 물류 작업을 완수해야 한다.
12. 책임: 누군가는 물류 성과와 결과에 대해 책임을 져야 한다.
13. 명령의 통일성: 군수는 명령의 기능이며 단일 권한이 군수를 담당해야 한다.
14. 정보: 효과적인 물류 계획 및 지원을 위해서는 정확하고 시의적절한 정보가 필요하다.
15. 품질: 물류는 엄격한 품질 기준에 의해 촉진된다.
16. 단순성: 간단한 솔루션이 더 효과적이고 관리하기 쉽다.

미국 합동참모본부는 원칙의 수를 7개로 줄였다.
1. 대응성: 필요할 때 필요한 곳에서 필요한 지원을 제공한다.
2. 단순성: 계획과 실행의 통일성과 효율성을 높이고, 전쟁의 안개와 전투로 인한 "마찰"을 줄인다.
3. 유연성: 변화하는 상황과 요구 사항에 즉흥적으로 대응하고 적응하는 능력이다.
4. 경제: 목표를 달성하는 데 필요한 최소한의 자원을 사용한다.
5. 달성 가능성: 허용 가능한 수준의 위험에서 운영을 시작하기에 충분한 공급, 지원 및 배포 능력이 존재하는 지점이다.
6. 지속가능성: 목표 달성을 위해 필요한 물류 지원 수준과 기간을 유지하는 능력이다.
7. 생존 가능성: 부정적인 영향에도 불구하고 승리할 수 있는 능력이다.

## 같이 보기
- 병참